# Atanasio V Matar
Atanasio V, nato Gabriel Matar (Damasco, 1740 circa – Abra, 20 novembre 1813), è stato un patriarca cattolico siriano, eparca di Hauran, poi eparca di Sidone, e infine ottavo patriarca della Chiesa melchita.

## Biografia
Gabriel Matar nacque a Damasco. Era fratello del patriarca Agapio III Matar e come lui entrò nell'Ordine Basiliano del Santissimo Salvatore. Per un certo periodo studiò a Roma; fu ordinato sacerdote nel 1782. Nel 1798 il fratello Agapio III lo consacrò vescovo di Hauran e nel 1800 venne trasferito alla sede di Sidone.
Alla morte del patriarca Ignazio IV Sarrouf, il sinodo elettorale si riunì nel seminario di Ain Traz, presso Beirut, nel mese di agosto del 1813; il 14 agosto fu eletto nuovo patriarca Gabriel Matar, che prese il nome di Atanasio. Egli pose la sede patriarcale nel seminario di Ain Traz. La sua elezione non fu confermata dalla Santa Sede, poiché Matar moriva di peste il 20 novembre successivo mentre si trovava nel monastero Sant'Elia di Abra.

## Genealogia episcopale
La genealogia episcopale è:
- Vescovo Filoteo di Homs
- Patriarca Eutimio III di Chios
- Patriarca Macario III Zaim
- Vescovo Leonzio di Saidnaia
- Patriarca Atanasio III Dabbas
- Vescovo Néophytos Nasri
- Vescovo Efthymios Fadel Maalouly
- Patriarca Cirillo VII Siage, B.S.
- Patriarca Agapio III Matar, B.S.
- Patriarca Atanasio V Matar